# 中华老字号

中华老字号的标识

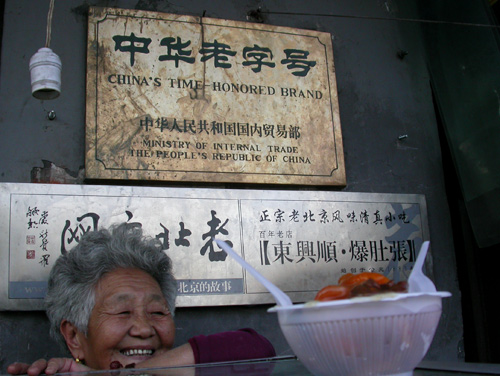
旧版中华老字号牌匾

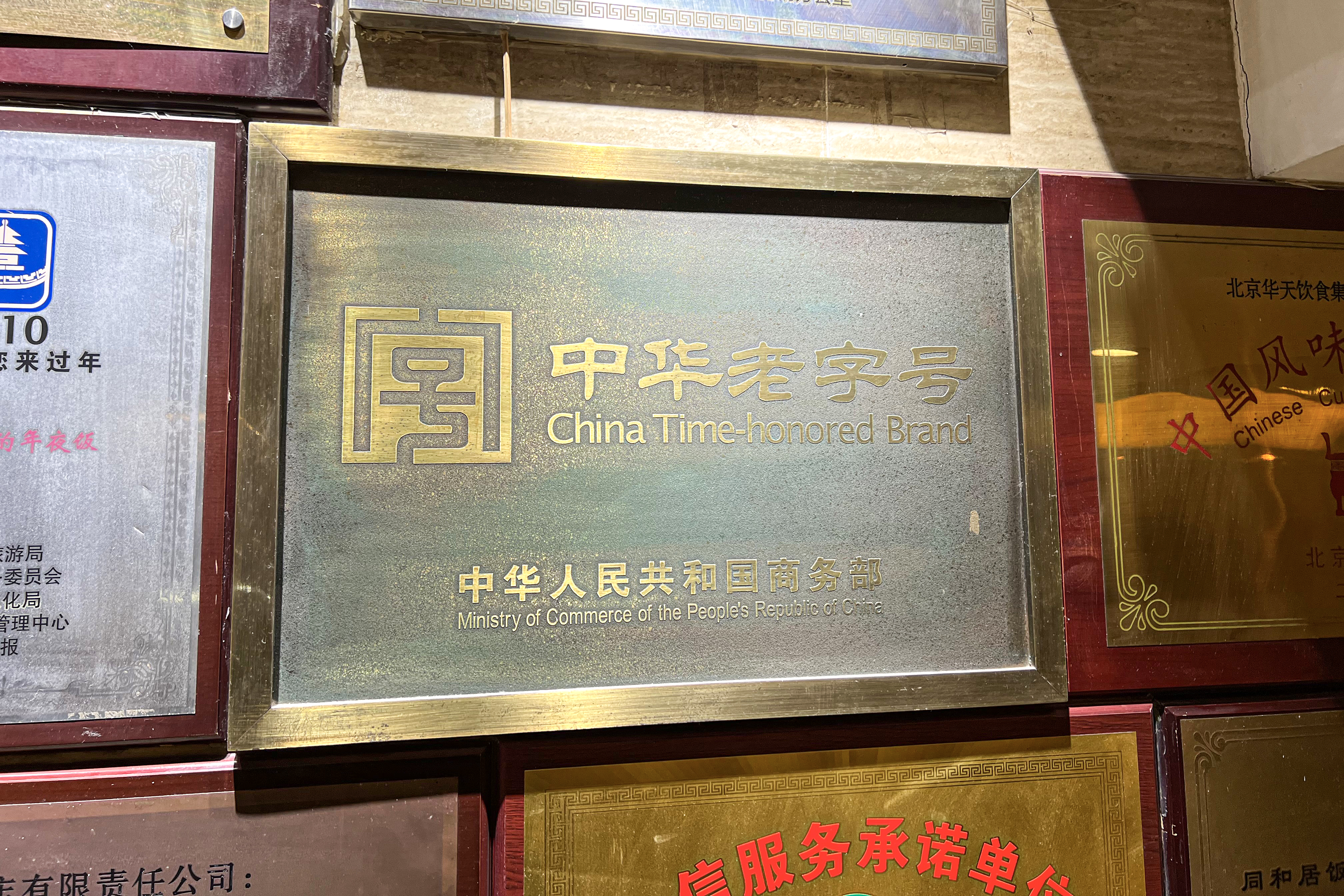
新版中华老字号牌匾

中华老字号是在1991年由當時中華人民共和國國內貿易部评选的中国大陆的老牌企业，這些企業均于1956年或更早期创立，全中国有1600餘家老字号企业被授牌。2005年6月，中国商业联合会公布中华老字号认定规范征求意见稿，表明老字号的评选在14年后再次开始。2006年4月，中國国家商务部发布《“振兴老字号工程”工作方案》，表示在3年内，将由商务部在全中國范围内认定1000家“中华老字号”，并以中华人民共和国商务部的名义，授予牌匾和证书。2006年11月7日，商务部认定首批“中华老字号”共430個，2011年认定第二批“中华老字号”698家，兩者合共1128家；2014年12月開通專題網站，並建立其信息公开查询系統。
2023年9月28日，商务部等5部门印发《关于公布中华老字号复核结果的通知》。将长期经营不善，甚至已破产、注销、倒闭，或者丧失老字号注册商标所有权、使用权的55个品牌，移出中华老字号名录；对经营不佳、业绩下滑的73个品牌，要求6个月予以整改。
2024年2月1日，商务部等5部门公布第三批中华老字号名单，共382个。其中深圳市、西藏自治区首次有企业入选。